# Leden 2016

## Leden

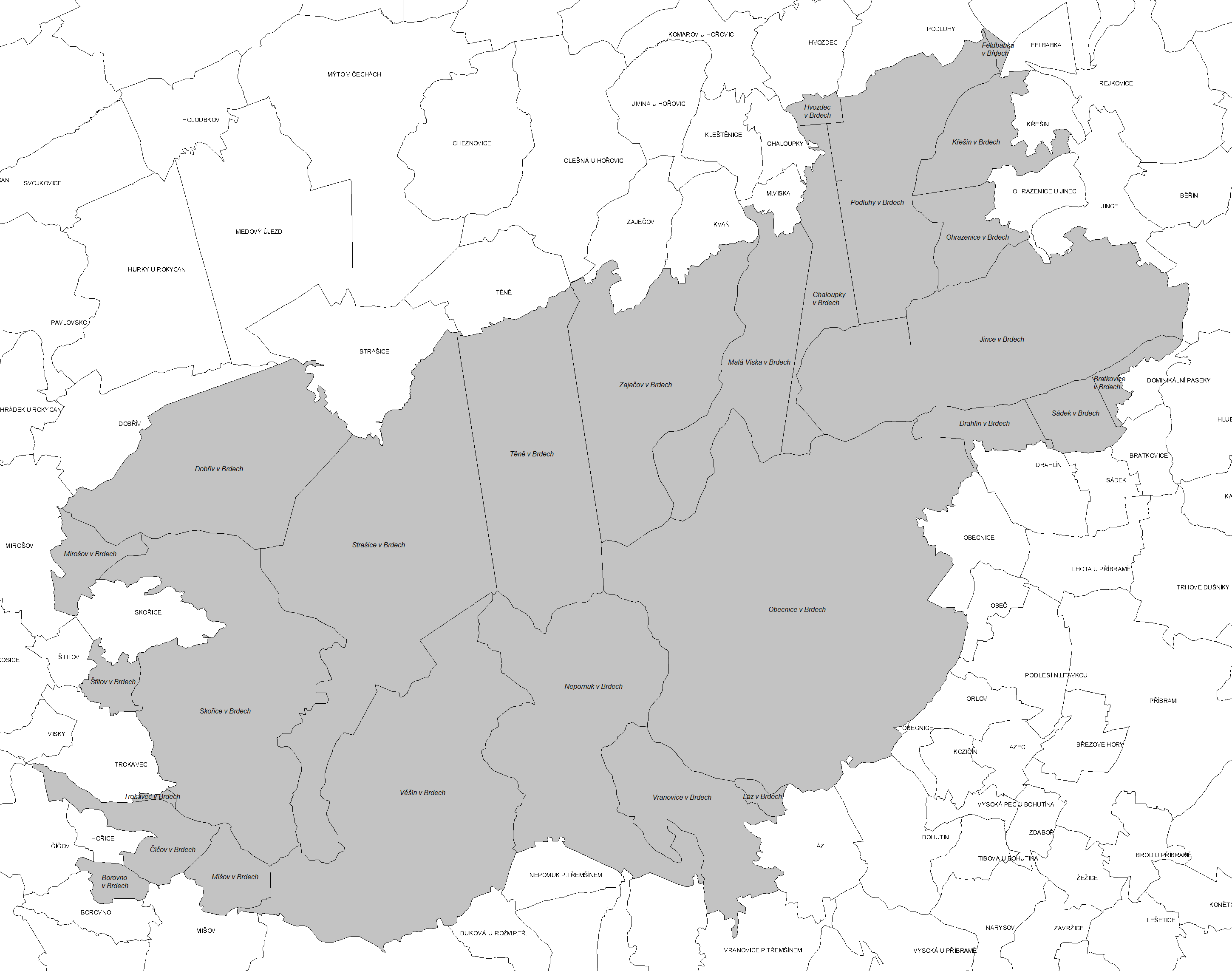
Vojenský újezd Brdy

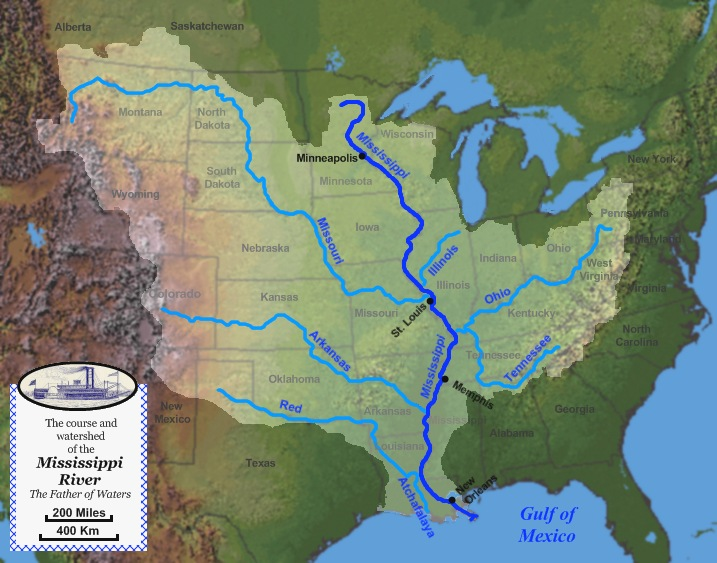
povodí Mississippi

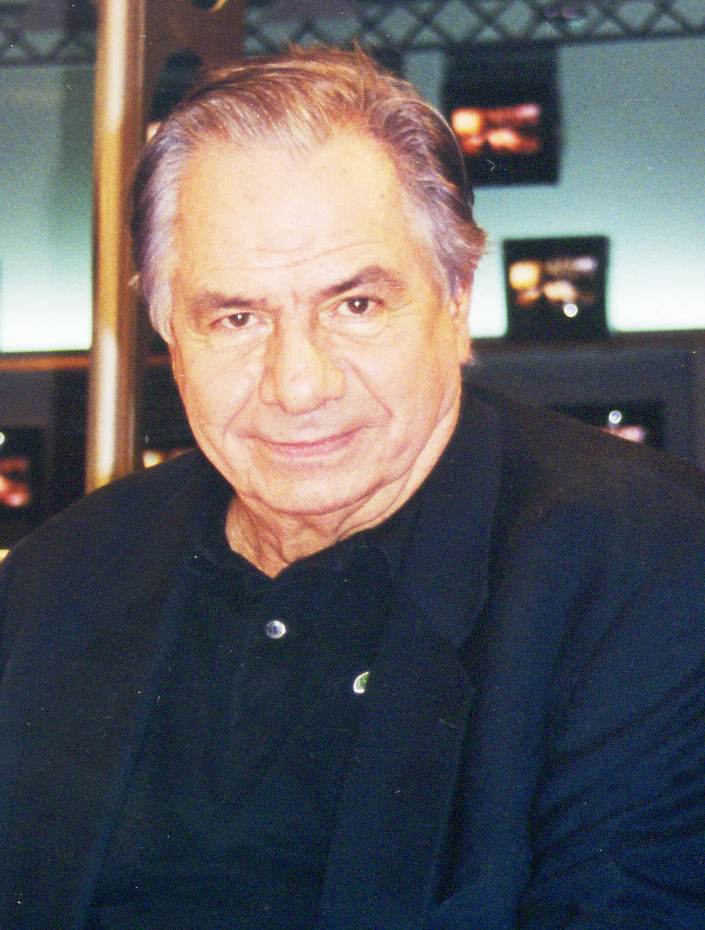
Michel Galabru

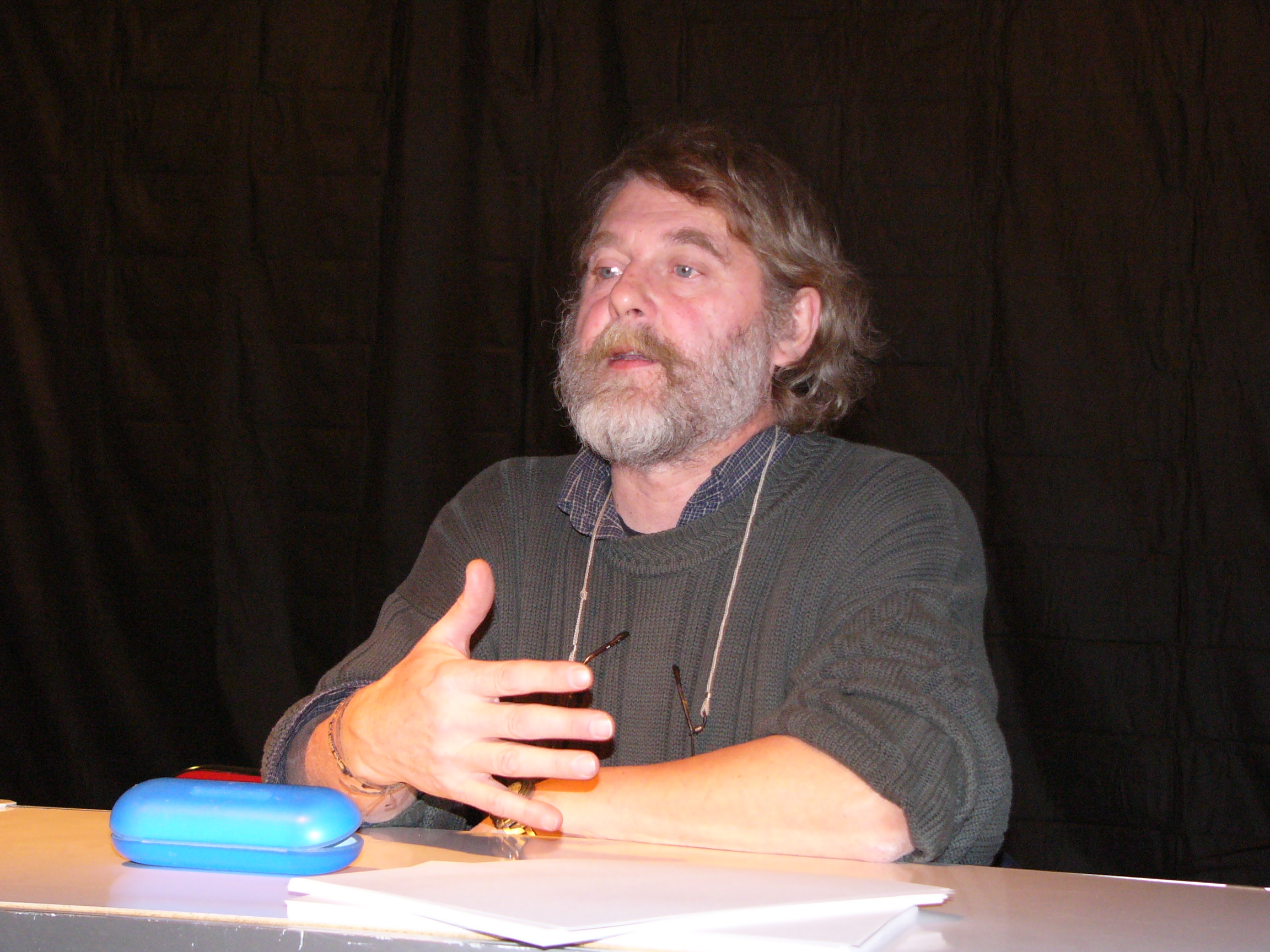
Petr Šabach

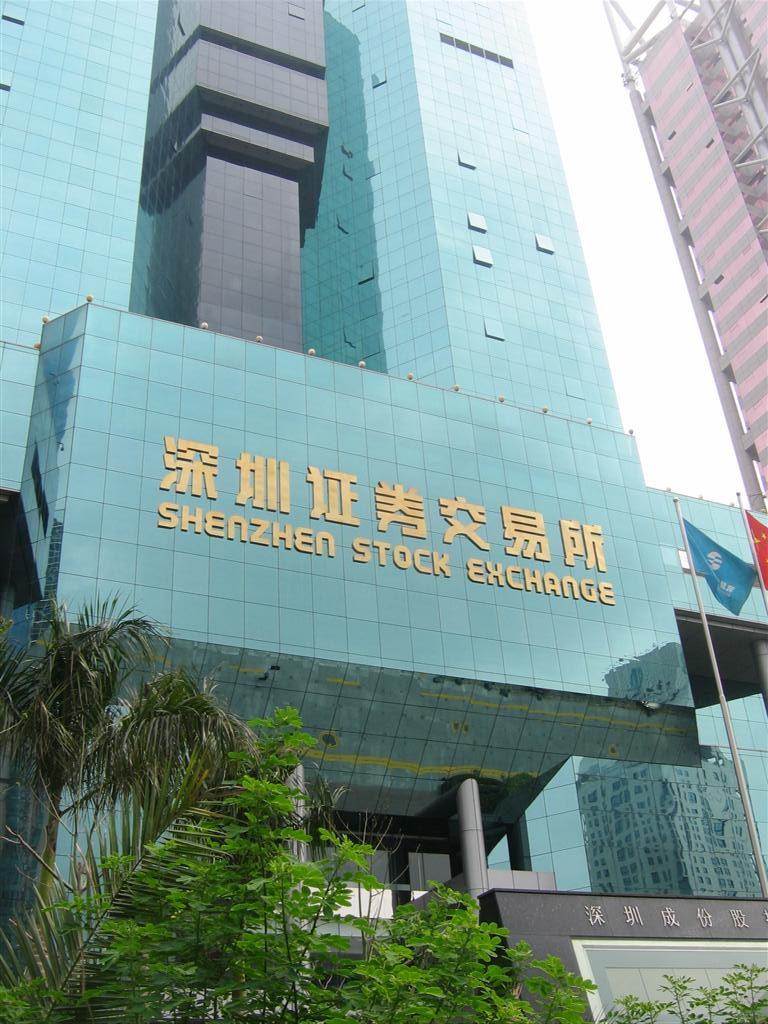
Šenčenská burza

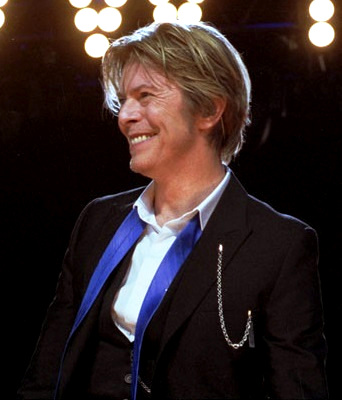
David Bowie

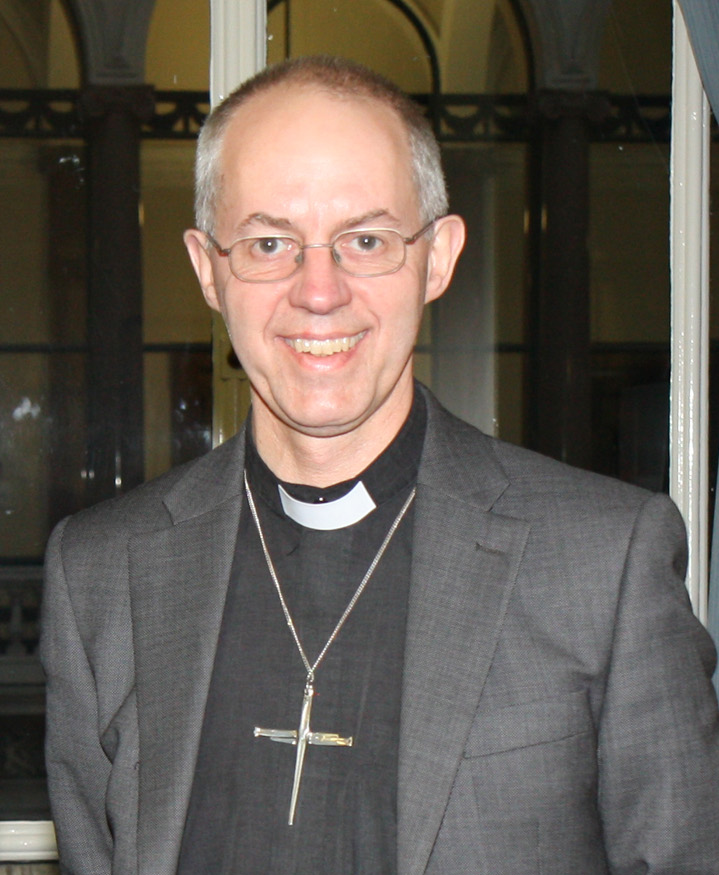
Justin Welby

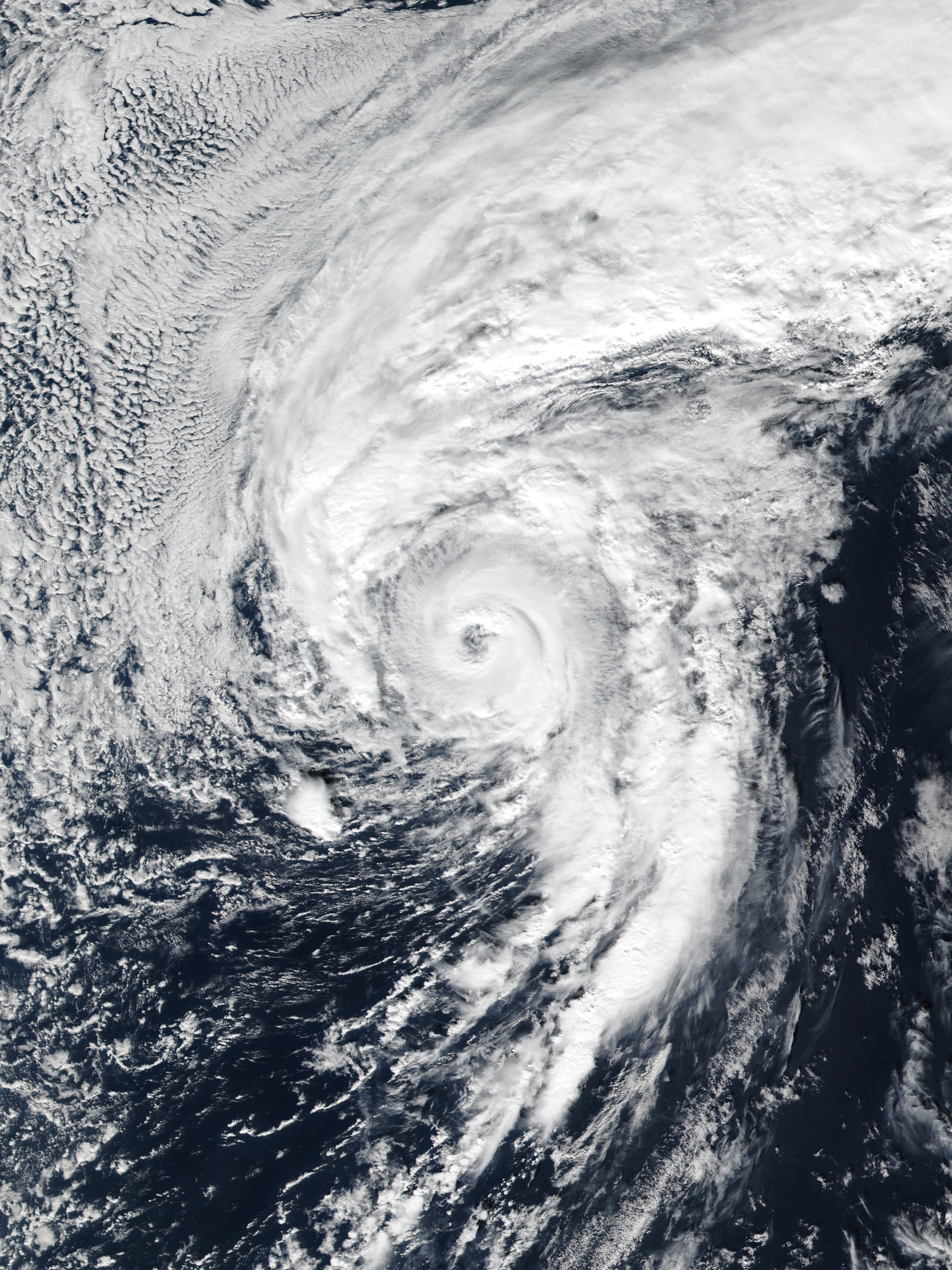
Hurikán Alex

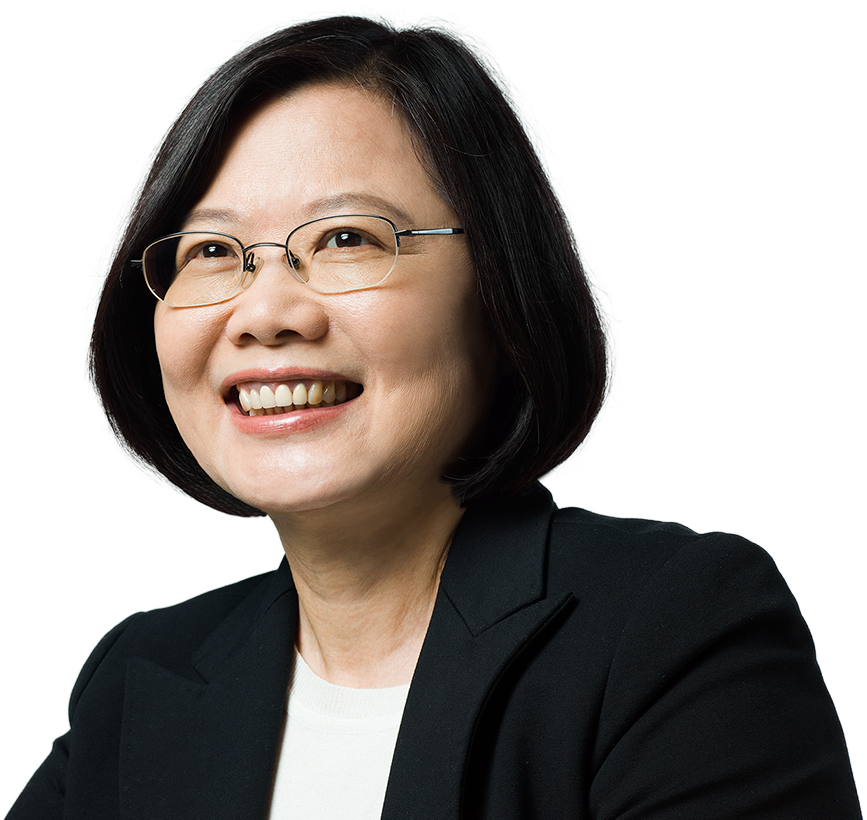
Cchaj Jing-wen

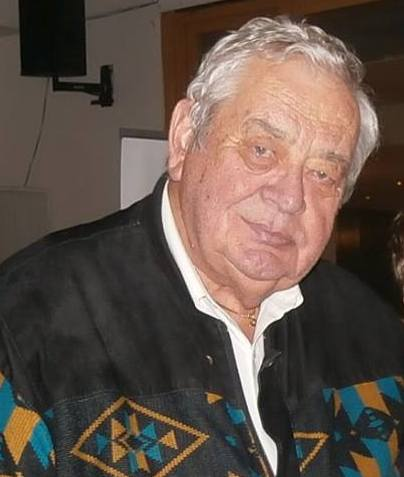
Karol Polák

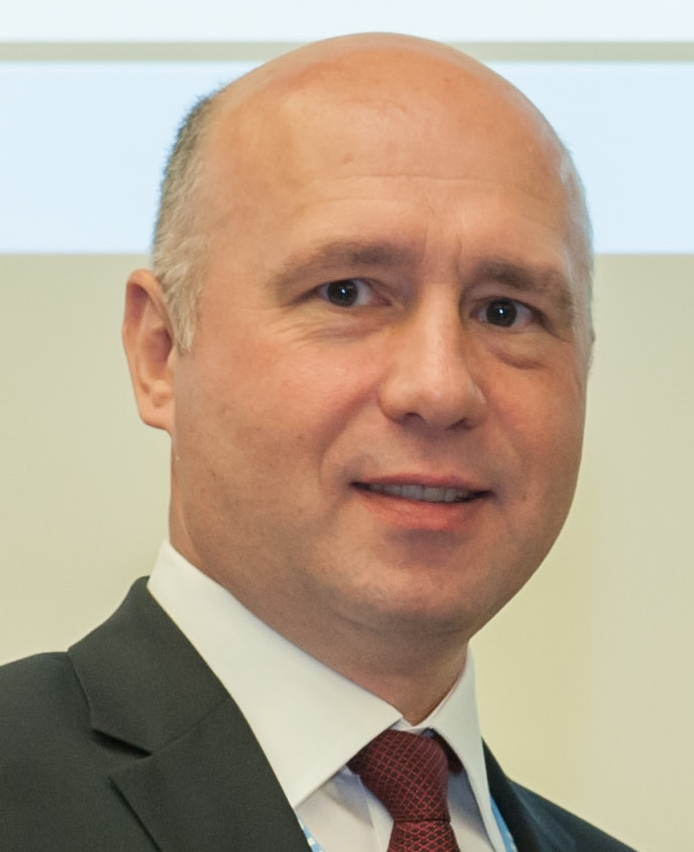
Pavel Filip

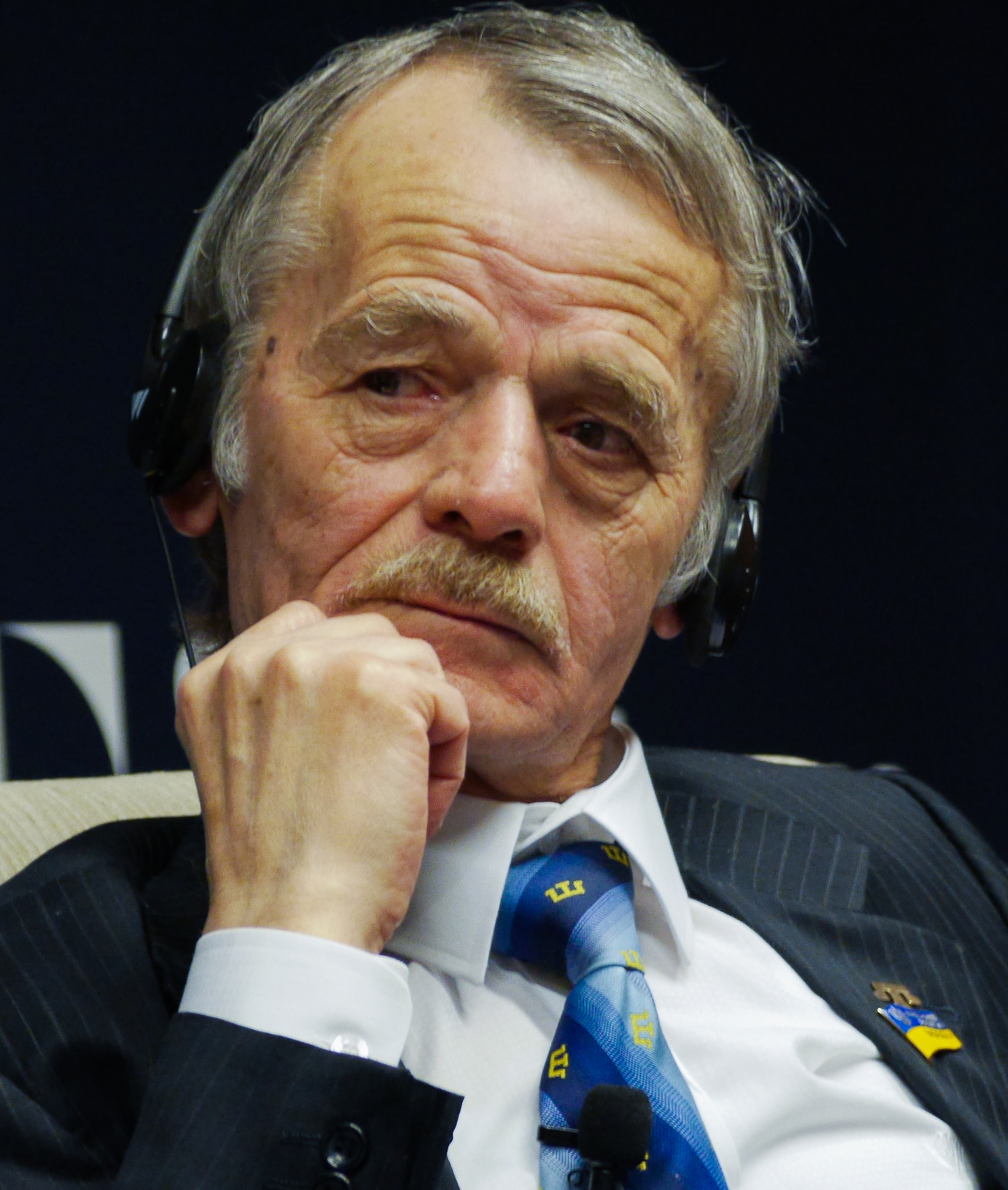
Mustafa Džemilev

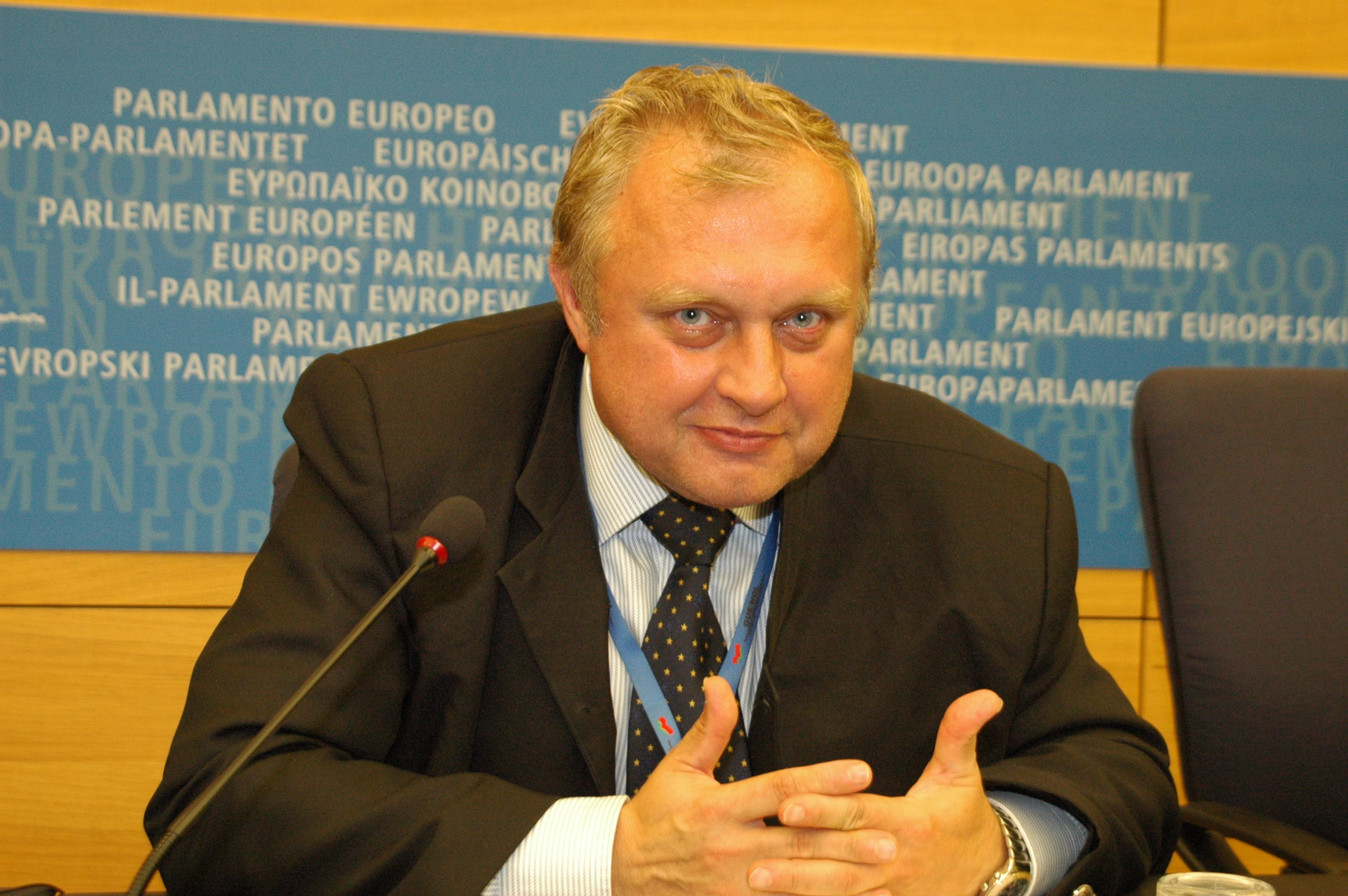
Miloslav Ransdorf

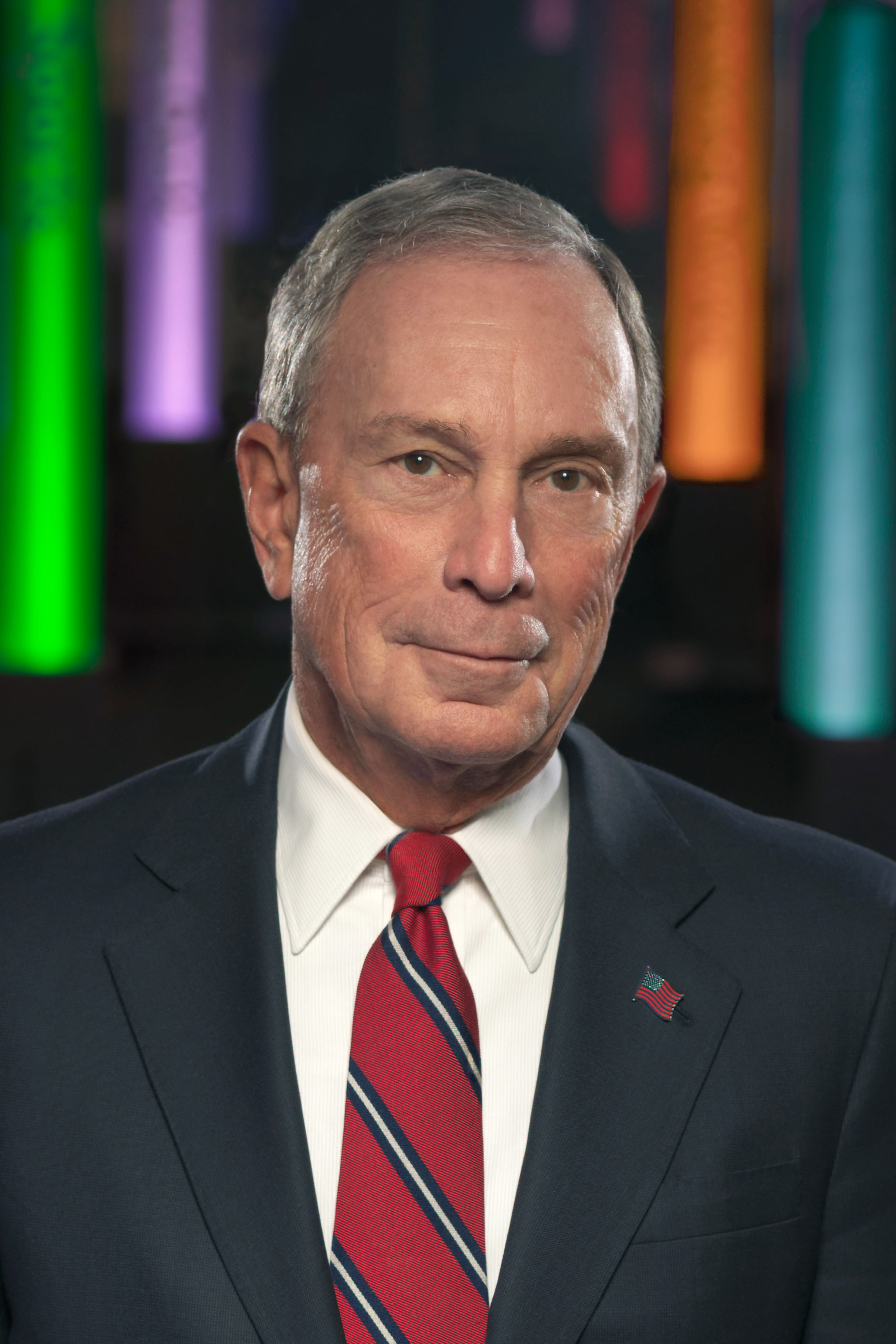
Michael Bloomberg

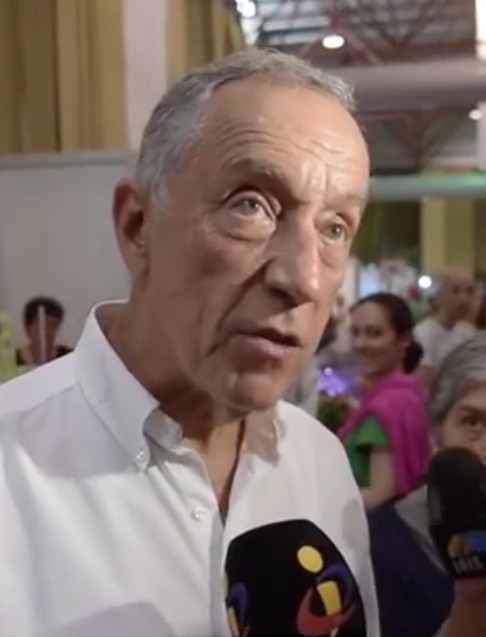
Marcelo Rebelo de Sousa

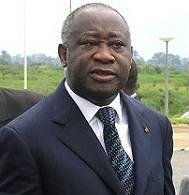
Laurent Gbagbo

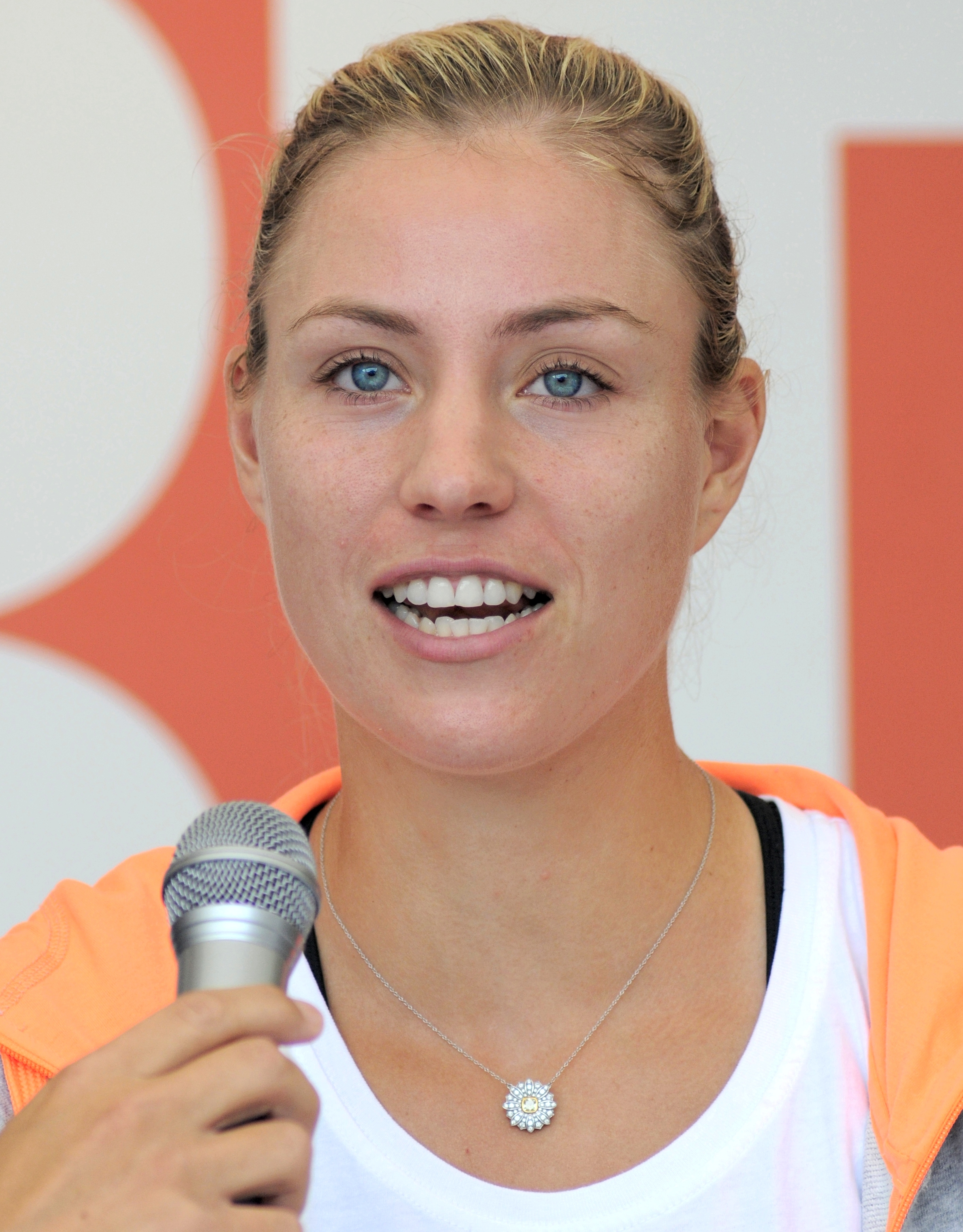
Angelique Kerberová

1. ledna – pátek 
 Na základě vládního usnesení byl zrušen Vojenský újezd Brdy (na obrázku) a následně byla na většině jeho bývalého území vyhlášena chráněná krajinná oblast.
 Ministerstvo dopravy zrušilo kategorii rychlostních silnic a většinu z nich převedlo do dálniční sítě.
 Nizozemsko se ujalo předsednictví v Radě Evropské unie.
 Polská Vratislav a španělský San Sebastián se stali Evropskými hlavními městy kultury pro rok 2016.
 Bavorsku vypršela autorská práva manifestu Adolfa Hitlera Mein Kampf.
2. ledna – sobota 
 Nejméně osm lidí bylo zabito při útoku ozbrojenců na základnu indického letectva u města Pathánkót ve statě Paňdžáb.
 Saúdská Arábie popravila 47 lidí odsouzených za terorismus, mezi kterými byl i ší'itský duchovní Nimr Bákir al-Nimr.
3. ledna – neděle 
 Saúdská Arábie po útoku davu na své velvyslanectví v Teheránu přerušila diplomatické vztahy se sousedním Íránem. Obě země spolu vedou zástupné konflikty v Sýrii a Jemenu.
 Nejméně 31 lidí zemřelo v důsledku povodně na řece Mississippi (na obrázku). Historicky nejvyšší záplavy postihly město St. Louis ve státě Missouri.
 Hongkongská policie pohřešuje pět pracovníku vydavatelství Mighty Current pracujících na knize o milostném životě bývalého čínského prezidenta Si Ťin-pchinga. Vydavatelství je známé produkcí protivládní literatury.
 Skupina ozbrojených rančerů-milicionářů obsadila federálně spravovanou rezervaci v americkém státě Oregon.
4. ledna – pondělí 
 Casten Nemra byl zvolen prezidentem Marshallových ostrovů.
 Zemřel francouzský herec Michel Galabru (na obrázku), představitel rotmistra z filmů Četník.
 Bahrajn, Súdán a Spojené arabské emiráty přerušily diplomatické vztahy s Íránem, následovaly tak Saúdskou Arábii.
 Zemětřesení o síle 6,7 stupně Richterovy škály, zasáhlo indický stát Manípur sousedící s Myanmarem. Otřesy byly citelné také v bangladéšské Dháce.
 Spojené království udělilo azyl súdánskému muži, který v srpnu minulého roku přišel do Anglie tunelem pod Lamanšským průlivem.
 Univerzita v keňské Garisse byla opětovaně otevřena devět měsíců po masakru 148 studentů.
5. ledna – úterý 
 Cenu Karla Čapka udělovanou českým centrem PEN klubu získal spisovatel Petr Šabach (na obrázku).
 Neonacističtí hackeři zveřejnili maily premiéra Bohuslava Sobotky z emailové služby společnosti Seznam.cz.
 Americký voják padl v boji s Tálibánem v afghánské provincii Hilmand, což potvrzuje bojové nasazení pěchoty v provincii.
 Americký prezident Barack Obama oznámil sérii exekutivních opatření směřujících ke zvýšení kontroly zbraní. Opatření zahrnuje zákaz nelicencovaných prodejů zbraní, vytvoření federálního seznamu osob nezpůsobilých k vlastnění zbraně, navýšení kapacit FBI, investice do duševního zdraví a investice do zabezpečení zbraní.
 Německá kancléřka Angela Merkelová a kolínská primátorka Henriette Rekerová odsoudily sérii sexuálních napadení a kapesních krádeží spáchaných gangy mladých mužů arabského či severoafrického původu v průběhu silvestrovských oslav na Kolínském hlavním nádraží.
 Evropská migrační krize: Turecká policie objevila na pobřeží těla 21 uprchlíků. Pobřežní stráž zachránila 8 lidí.
 Radovan Krejčíř byl, jako první obviněný v historii země, převezen do vězení Ebongweni v provincii KwaZulu-Natal, patřícího do nejstřeženější kategorie jihoafrických nápravných zařízení.
6. ledna – středa 
 Severní Korea oznámila provedení testu termonukleární bomby poté, co byly poblíž její jaderné střelnice zaznamenány otřesy o síle 5,1 stupně.
7. ledna – čtvrtek 
 Válka v Jemenu: Írán obvinil Saúdskou Arábii z náletu na íránské velvyslanectví v jemenském hlavním městě San'á.
 Evropské burzy se propadly poté, co čínský regulační orgán zastavil obchodování na Šanghajské a Šenčenské burze (na obrázku).
 Kalifornský guvernér Jerry Brown vyhlásil mimořádný stav kvůli rozsáhlému úniku methanu z podzemního zásobníku na předměstí Los Angeles, který začal v říjnu 2015. Tisíce lidí byly evakuovány.
 Jižní Korea obnoví propagandistické vysílaní na hranici se Severní Koreou.
 Občanská válka v Libyi: Nejméně 50 policejních rekrutů bylo zabito při útoku na výcvikové středisko ve městě Zintán.
 Policie zabila muže vyzbrojeného nožem a falešnou sebevražednou vestou při pokusu proniknou na policejní stanici ve čtvrti Quartier de la Goutte-d'Or v 18. pařížském obvodě. 
8. ledna – pátek 
 Policisté z Kolína nad Rýnem identifikovali 31 podezřelých ze sexuálních útoků a krádeží o silvestrovských oslavách. Celkem 18 z nich byli žadatelé o azyl. Policejní prezident v Kolíně nad Rýnem Wolfgang Albers byl dočasně postaven mimo službu.
 Nová slovenská antiteroristická legislativa umožnila až doživotní uvěznění slovenských občanů bojujících v řadách zahraničních paravojenských organizací. Nejvíce Slováků bojuje v řadách novoruských milicí na východní Ukrajině.
 Časopis Science publikoval studii identifikující antropocén jako nové geologické období charakteristické výrazným vlivem lidstva na životní prostředí planety Země.
 Mexická drogová válka: Mexické námořnictvo zajalo narkomana Joaquína Guzmána řečeného Prcek, hlavu kartelu Sinaloa.
 V norském Oslu byla zahájena série mezinárodních demonstrací proti praktikám úřadu Barnevernet známého v Česku především kauzou rodiny Michalákových.
 V Německých knihkupectvích byl zahájen prodej komentovaného vydání Hitlerova manifestu Mein Kampf.
 Jihokorejští představitelé odmítli úvahy o uzavření průmyslové zóny v Kesongu navzdory předcházejícímu jadernému testu Severní Koreje.
 Tři lidé jsou pohřešováni poté, co požár buše zničil 95 domů v západoaustralském městečku Yarloop.
9. ledna – sobota 
 Na uralské dálnici v Rusku uvázlo 80 lidí kvůli vánici v závějích. Pomoc v podobě starého pluhu, několika policistů a jednoho záchranáře, přišla po 16 hodinách, během kterých lidé pálili oblečení nebo vybavení aut, aby přežili výraznou zimu. Jeden muž při neštěstí umrzl, žena dostala infarkt a 12 lidí mělo omrzliny. Způsob a rychlost pomoci se stala terčem ostré kritiky úřadů.
 Protivládní demonstranti v kosovské Prištině zapálili část sídla vlády. Na protest proti dohodě dávající větší lokální pravomoci srbské menšině.
 Sexuální útoky v Kolíně nad Rýnem: Německá policie policie rozehnala za pomoci vodních děl v Kolíně nad Rýnem pochod hnutí PEGIDA.
10. ledna – neděle 
 Ve věku 69 let zemřel britský rockový zpěvák David Bowie (na obrázku).
 Letošní závod v běhu na lyžích Tour de Ski vyhráli Norové Martin Johnsrud Sundby a Therese Johaugová.
 Provozovatelé webu White Media zveřejnili další e-maily premiéra Bohuslava Sobotky a vyhrožují odvetou v případě policejního stíhání.
 Válka v Jemenu: Nejméně čtyři lidé byli zabiti při saúdskoarabském náletu na nemocnici Lékařů bez hranic v jemenské provincii Saada.
 Tisíce lidí demonstrovaly v Hongkongu proti zmizení zaměstnanců knihkupectví údajně unesených na pevninu čínskou tajnou policii.
 Egyptský parlament se po tříleté pauze a nových volbách sešel k prvnímu zasedání.
 Zvolený katalánský premiér Carles Puigdemont vyzval k odtržení země od Španělska.
11. ledna – pondělí 
 Íránský jaderný program: Írán kompletně znehodnotil svůj těžkovodní jaderný reaktor v Aráku.
 Ceny Zlatý glóbus za rok 2015 byly uděleny westernu Zmrtvýchvstání a sci-fi komedii Marťan.
 Občanská válka v Sýrii: Humanitární konvoje OSN dosáhly obležených vesnic Fúa a Kafrajá v provincii Idlib a města Madája u hranic s Libanonem. Hladomory způsobené obléháním postihly více než sto tisíc Syřanů.
 Nejméně 40 lidí bylo zabito při útoku ozbrojenců ze samozvaného Islámského státu na nákupní středisko v iráckém hlavním městě Bagdád.
 Ve městě Palma de Mallorca začal soud s Infantkou Cristinou a jejím manželem Iñakim Urdangarinem oba jsou obviněni ze zpronevěry. Infantce Cristině hrozí osmileté odnětí svobody za spolupachatelství a nejvyšší možná sazba pro jejího manžela je 19 let.
12. ledna – úterý 
 Íránské revoluční gardy zajaly v Perském zálivu dva čluny amerického námořnictva s deseti námořníky na palubě, kvůli údajnému narušení teritoriálních vod.
 Nejméně 10 lidí bylo zabito při výbuchu na náměstí sultána Ahmeda v turistické části Istanbulu. Většinu obětí tvoří němečtí turisté.
 Maďarský nejvyšší soud potvrdil doživotní tresty pro příslušníky neonacistické bojůvky usvědčené ze série šesti rasově motivovaných vražd v letech 2008 a 2009.
 Německá policie zadržela kolem 200 příslušníků Lipské pobočky hnutí PEGIDA po nepokojích ve čtvrti Connewitz.
 Arcibiskup canterburský Justin Welby (na obrázku) zahájil jednání o rozdělení církví Anglikánského společenství v otázce vysvěcováni homosexuálních duchovních.
13. ledna – středa 
 Íránské revoluční gardy propustily deset amerických námořníků zajatých kvůli narušení íránských teritoriálních vod.
14. ledna – čtvrtek 
 Ve věku 69 let zemřel anglický herec Alan Rickman, představitel Severuse Snapea z filmů o Harrym Potterovi.
 Hurikán Alex (na obrázku) se zformoval jihovýchodně od Azor a stal se tak prvním lednovým atlantickým hurikánem od roku 1938.
 Generální tajemník OSN Pan Ki-mun ohlásil konec epidemie eboly v západní Africe.
 Při útoku bojůvky hlásící se k Islámskému státu v centru indonéské Jakarty byli zabiti dva lidé a 24 zraněno.
 Nejméně pět lidí bylo zabito při výbuchu bomby před policejní stanicí v tureckém Diyarbakiru
 Ministerstvo školství ruské autonomní Republiky Komi nařídilo spálení učebnic věnovaných Open Society Foundations amerického miliardáře George Sorose.
15. ledna – pátek 
 Nizozemská vláda oznámila záměr vytvořit speciální soud zabývající se zločiny kosovské války.
 Občanská válka v Somálsku: Bojovníci hnutí Aš-Šabáb obsadili základnu Africké unie u hranic s Keňou, přičemž zabili nejméně 60 keňských vojáků.
 Anglikánské společenství pozastavilo účast Americké episkopální církve na kolektivním rozhodování, kvůli jejímu přijetí institutu stejnopohlavního manželství. Stejný postup hrozí i dalším anglikánským provinciím.
 Havajská pobřežní stráž zahájila pátrání po 12 příslušnících námořní pěchoty pohřešovaných po srážce dvou helikoptér CH-53E Super Stallion poblíž ostrova Oahu.
16. ledna – sobota 
 Mezinárodní agentura pro atomovou energii potvrdila, že Írán splnil požadavky dohody týkající se jeho jaderného programu. USA a Evropská unie oznámily zrušení sankcí.
 Petr Fiala byl opětovně zvolen předsedou Občanské demokratické strany.
 Prezidentské volby na Tchaj-wanu vyhrála Cchaj Jing-wen (na obrázku), kandidátka opoziční Demokratické pokrokové strany.
 Nejméně 23 lidí bylo zabito při útoku Al-Káidy na cizinci obývaný hotel v Ouagadougou, hlavním městě Burkiny Faso.
17. ledna – neděle 
 Australané Ken Elliott a jeho žena Jocelyn byly uneseni z města Baraboulé na severu Burkiny Faso, kde od 70. let vedli kliniku.
 Raketa Falcon 9 společnosti SpaceX vynesla na oběžnou dráhu oceánografickou družici Jason 3. První stupeň rakety tvrdě dosedl na dálkově ovládanou loď v Tichém oceánu.
 Vláda Sierry Leone vyhlásila karanténu nad více než sto lidmi, kteří přišli do kontaktu s pacientem nakaženým krvácivou horečkou Ebola.
 Samozvaný Islámský stát zajal 400 rukojmí při útoku na provládní enklávu v městě Dajr az-Zaur.
 Nejméně 13 lidí bylo zabito při bombovém útoku na dům člena provinční rady v afghánském Džalálábádu.
 Ve věku 81 let zemřel slovenský sportovní komentátor a moderátor Karol Polák (na obrázku).
18. ledna – pondělí 
 Bývalý medik SS Hubert Zafke byl ve věku 96 let obviněn z podílu na vraždě 3 681 lidí ve vyhlazovacím táboře Auschwitz-Birkenau.
 Ve věku 91 let zemřel významný francouzský spisovatel Michel Tournier.
 Francouzská policie zahájila likvidaci části stanového města v okolí přístavu Calais.
 Uklízečka byla zabita, a jedna z žaček zraněna, poté co raketa odpálená samozvaným Islámským státem zasáhla školu v turecké provincii Kilis.
19. ledna – úterý 
 Kolumbijská vláda a levicoví povstalci z FARC požádali OSN o vyslání neozbrojené mise k monitorování nastávajícího příměří.
 Nejméně 11 lidí bylo zabito při sebevražedném útoku Pákistánského Talibánu na kontrolní stanoviště v pákistánském městě Péšávar.
 Občanská válka v Libyi: Představitelé znepřátelených libyjských frakcí se za účasti OSN dohodli na personálním obsazení nové vlády národní jednoty.
 Mikroblogovací síť Twitter postihl rozsáhlý výpadek.
 Spolková policie obvinila tří bývalé příslušníky Frakce Rudé armády z nepovedeného přepadení obrněného vozu poblíž Brém v létě 2015.
20. ledna – středa 
 Opoziční proruští demonstranti vpadli do budovy moldavského parlamentu v Kišiněvě poté, co poslanci bez rozpravy schválili novou vládu premiéra Pavla Filipa (na obrázku).
 Nejméně 20 lidí bylo zabito při útoku Pákistánského Talibanu na Univerzitu Bacha Chána v Čarsadě.
21. ledna – čtvrtek 
 Ve věku 91 let zemřela česká sinoložka Věnceslava Hrdličková.
 Americký tanker Theo T zakotvil v přístavu Marseille. Jde o první dodávku americké ropy na evropský kontinent od ropné krize v roce 1973.
 Anexe Krymu Ruskou federací: Státní rada republiky Krym vydala zatykač na Mustafa Džemileva (na obrázku), předáka Krymských Tatarů a aktivistu za lidská práva protestujícího proti převzetí Krymu Ruskou federací.
 Žalobce Mezinárodního trestního soudu vznesl obvinění z válečných zločinů proti bývalému veliteli ugandské povstalecké skupiny Boží armáda odporu Dominiku Ongwenovi.
 Otrava Alexandra Litviněnka: Britský soud dospěl k závěru, že operaci FSB s cílem zabít Litviněnka pravděpodobně posvětil její šéf Nikolaj Patrušev a nejspíš odsouhlasil také ruský prezident Vladimir Putin. Za pachatele vraždy označil Andreje Lugového a Dmitrije Kovtuna.
 Výzkumníci z Caltechu předpověděli existenci Deváté planety, desetkrát hmotnější než Země, obíhající ve vnější části Sluneční soustavy.
22. ledna – pátek 
 Tuniská vláda vyhlásila noční zákaz vycházení v reakci na sociální nepokoje v zemi.
 Policie České republiky začala vyšetřovat Pirátskou stranu kvůli provozování webu sledujuserialy.cz.
 Ve věku 62 let zemřel český komunistický europoslanec Miloslav Ransdorf (na obrázku).
 Evropská migrační krize: Nejméně 21 lidí se utopilo při ztroskotání dvou plavidel v Egejském moři.
 Nejméně 20 lidí bylo zabito při útoku hnutí Aš-Šabáb na restauraci na pláži v Mogadišu.
23. ledna – sobota 
 Společnost Blue Origin amerického podnikatele Jeffa Bezose jako první opětovně použila raketu New Shepard, dříve použitou k suborbitálnímu letu v listopadu 2015.
 Vlády Ekvádoru, Jamajky, Kolumbie a Salvadoru varovaly ženy, aby se vyhnuly těhotenstvím kvůli šíření viru Zika způsobujícím mikrocefalii novorozenců.
 Cenu české filmové kritiky získal film Ztraceni v Mnichově režiséra Petra Zelenky.
 Novým předsedou Strany zelených byl zvolen Matěj Stropnický.
 Noviny The New York Times oznámily, že bývalý newyorský starosta a mediální magnát Michael Bloomberg (na obrázku) zvažuje nezávislou kandidaturu v prezidentských volbách 2016.
 Hustě zalidněnou Středoatlantickou oblast USA zasáhla silná sněhová bouře.
 Čtyři lidé byli zabiti při útoku střelce na školu ve městě La Loche v kanadské provincii Saskatchewan.
24. ledna – neděle 
 Adidas ukončil sponzorování Mezinárodní asociace atletických federací.
 Válka proti Islámskému státu: Samozvaný Islámský stát zveřejnil videa s prohlášením devíti pařížských atentátníků.
 Do České republiky přiletělo prvních deset křesťanských uprchlíků z Iráku.
 Nejméně 5 lidí zemřelo v důsledku rekordních sněhových srážek v Japonsku. Poprvé od roku 1901 zasáhlo sněžení také subtropický ostrov Amami Óšima.
 Zemětřesení o síle 7,3 stupně Richterovy škály zasáhlo oblast vzdálenou 280 kilometrů jihojihozápadě od aljašského hlavního města Anchorage. Oběti na životech a zranění nebyly hlášeny.
25. ledna – pondělí 
 Marcelo Rebelo de Sousa (na obrázku) zvítězil v prvním kole portugalských prezidentských voleb.
 Nejméně 85 lidí zemřelo na Tchaj-wanu v důsledku prudkého ochlazení, které zasáhlo celou Východní Asii.
 Český ministr vnitra Milan Chovanec oznámil vyslání policistů do Makedonie.
 Občanská válka v Libyi: Nová vláda národní jednoty domluvená za účasti OSN nezískala důvěru libyjského parlamentu.
26. ledna – úterý 
 Hodiny Posledního soudu se zastavily tři minuty před půlnocí. Nebezpečí zkázy lidstva tak dle Bulletinu amerických jaderných vědců zůstává stejně vysoké jako v roce 2015 nebo během studené války v letech 1949 a 1984.
 Malajsijská prokuratura zastavila stíhání úřadujícího premiéra Najiba Razaka poté, co Saúdské královské rodině vrátil „dar“ v hodnotě 17 miliard korun.
 Pražští hygienici podali trestní oznámení na 30 homosexuálních mužů, které viní z vědomého šíření nákazy virem HIV.
 Jeden horník byl zabit a další zraněn při důlním otřesu v dole Darkov u Karviné.
27. ledna – středa 
 Francouzská ministryně spravedlnosti Christiane Taubiraová rezignovala na svou funkci.
 Hilda Heine byla zvolena historicky první prezidentkou Marshallových ostrovů.
 Jeden člověk byl zabit při přestřelce mezi příslušníky samozvané farmářské milice s agenty FBI v oregonské přírodní rezervaci Malheur. Navzdory zajetí vůdce skupiny Ammona Bundyho pokračuje okupace federálních budov skupinou ozbrojenců.
28. ledna – čtvrtek 
 Evropská migrační krize: Německo zařadilo Maroko, Alžírsko a Tunisko na seznam bezpečných zemí. Obyvatelé těchto zemí tak ztratili právo žádat v Německu o azyl.
 Společnost Mattel zahájila prodej tří nových tělesných typů panenky Barbie, které lépe odpovídající lidskému tělu.
 Maďarský soud zprostil viny 15 lidí obviněných z podílu na protržení hráze odkaliště u Ajky, rozsudek je však nepravomocný, neboť prokuratura se proti němu odvolala.
 Světová zdravotnická organizace oznámila, že očekává explozivní šíření viru zika s 3 až 4 miliony nakažených převážně v Latinské Americe.
 Tchajwanský prezident Ma Jing-ťiou navštívil sporné Spratlyovy ostrovy v Jihočínském moři.
 Bývalý prezident Pobřeží slonoviny Laurent Gbagbo (na obrázku) stanul před Mezinárodním trestním soudem v Haagu.
29. ledna – pátek 
 Spolková policie provedla razie v domech bývalých příslušníků 12. tankové divize SS „Hitlerjugend“ kvůli jejich podílu na masakru u Ascq.
 Jihomoravské krajské zastupitelstvo schválilo trasování dálnice D52 mezi Pohořelicemi a Mikulovem.
 Japonský ministr obrany Gen Nakatani nařídil vyslání torpédoborců Kongó vybavených systémem Aegis do japonského moře, poté co byla na severokorejském raketovém odpališti detekována „neobvyklá aktivita“.
30. ledna – sobota 
 Německá tenistka Angelique Kerberová (na obrázku) získala Grand Slam poté, co ve finále ženské dvouhry na Australian Open porazila Serenu Williamsovou.
31. ledna – neděle 
 Srbský tenista Novak Djoković porazil ve finále mužské dvouhry Australian Open Brita Andyho Murrayho.
 Nejméně 12 lidí bylo zabito při žhářském útoku na krejčovskou dílnu v Moskvě, která zaměstnávala imigranty ze Střední Asie.
 Nejméně 80 lidí bylo zabitu při útoku Boko Haram na vesnici a uprchlické tábory poblíž Maiduguri na severovýchodě Nigérie.
 Nejméně 40 lidí bylo zabito při útoku samozvaného Islámského státu na ší'itskou mešitu na předměstí Damašku.